# 김민성 (1984년)
김민성 바리톤(1984년 8월 31일 ~ )은 대한민국의 성악가, 오페라가수다. 국내에서는 2017년 오페라 '사랑의 묘약'으로 데뷔했다.

## 학력
- 프랑스 마르세유국립음악원 오페라과 졸업
- 연세대학교 음악대학 성악과 학사
- 단국대학교 문화예술대학원 공연예술학과 석사 졸업
- 이탈리아 아레나 아카데미아 뮤지컬과 최고연주자과정 졸업
- 프랑스 국립오페라센터(Cnipal) 국비장학생 활동

## 방송
- CTS 국제 찬송가 경연대회 (2022) - 특별상 , 아주 특별한 찬양
- MBN - 내 친구 소개팅
- Tvn/Mnet - 너의 목소리가 보여 시즌 9
- KBS, Cgntv, Goodtv, C채널 , 극동방송등 다수의 방송출연

## 음반
- 후애(厚愛) (2020)
- 더 오래 사랑하기 위하여 (2022)
- 피어올라 (2022)
- 바울의 기도 (2023)
- 내 영혼의 그윽히 깊은 데서 (2023)
- 믿음J (2024)
- 종말의 시 (로스트아크 OST) - (2024)
- 로아룬 (로스트아크 OST) - (2024)

## 수상
- VIII Concorso Lirico Internazionale Maria Malibran baritono First Prize (2019) 이탈리아 마리아 말리브란 국제콩쿨 1위
- 2025 도전한국인 ‘문화예술인상’